# Барановський Олег Миколайович
Олег Миколайович Барановський (12 жовтня 1956, Васильків) — український дипломат. Генеральний консул України у місті Варна, Болгарія (2002-). Надзвичайний і Повноважний Посланник другого класу (2003).

## Життєпис
Закінчив Київський національний університет імені Тараса Шевченка, має дві спеціальності історика й економіста.
Працював у будівельній галузі, в мерії Києва. У 1994 році Директор виставки у країнах Перської затоки української промисловості під загальною назвою «Українська міжнародна виставка».
Згодом працював у торговельному представництві України в Софії, Болгарія.
У 2002 — 20&& рр. — Генеральний консул України у місті Варна, Болгарія. 14 квітня 2006 року відкрив у Варні, перший на Балканах пам'ятник Монумент українським воякам. На церемонії були, мер Варни Кирил Йорданов, голова обласної адміністрації Петр Кандиларов, дипломати, представники політичних партій та неурядових організацій, громадськості міста та української діаспори. Генеральний консул України у Варні Олег Барановський зазначив, що цей монумент є свідченням дружби між Україною та Болгарією. «Такого окремого пам'ятника — саме українцям, що загинули тут, на Балканах досі не було»

## Сім'я
- дружина — Удовенко Олена Геннадіївна (1954)
- син — Барановський Олексій Олегович
- Тесть — Удовенко Геннадій Йосипович (1931-2013)[5]